# Sân vận động Công viên Thể thao Hàng Châu
Sân vận động Công viên Thể thao Hàng Châu (tiếng Trung: 杭州奥林匹克体育中心), hay Trung tâm Thể thao Olympic Hàng Châu, là một sân vận động đa năng ở Hàng Châu, Trung Quốc.
Sân được khánh thành vào năm 2018 và được sử dụng chủ yếu cho các trận đấu bóng đá. Sân vận động có sức chứa 80.000 khán giả.
Sân vận động được xây dựng bởi NBBJ dưới sự hợp tác với CCDI. Sân được xây dựng trên một khu đất rộng 60.000 mét vuông (650.000 foot vuông) trên bờ sông Tiền Đường, đối diện với khu phức hợp CBD "QianJiang" mới của thành phố. Đây là địa điểm diễn ra các sự kiện chính tại Đại hội Thể thao châu Á 2022.